# Léno
Léno (latina používá dva výrazy: feudum nebo beneficium, německy: Lehn, Lehen, francouzsky: fief) byla ve středověku označována podmíněná držba půdy nebo úřadů na základě lenní smlouvy, která mohla být jak ústní, tak písemná. Lenní systém byl v západní Evropě obvyklý způsob státní správy a páteř feudálního společenského zřízení.

## Udělování lén
Vrchním vlastníkem veškeré půdy v zemi byl v době utváření středověkých států panovník, který uděloval pozemky a úřady do držení členům své družiny, aby je odměnil a zavázal si je. Zpočátku to bylo pouze do úmrtí panovníka i nabyvatele, jemuž navíc mohly být statky pro neposlušnost z panovníkovy vůle odebrány. Později si šlechta vymohla jejich dědičnost z otce na syna (v západofranské říši například roku 877 na Karlu II. Holém).

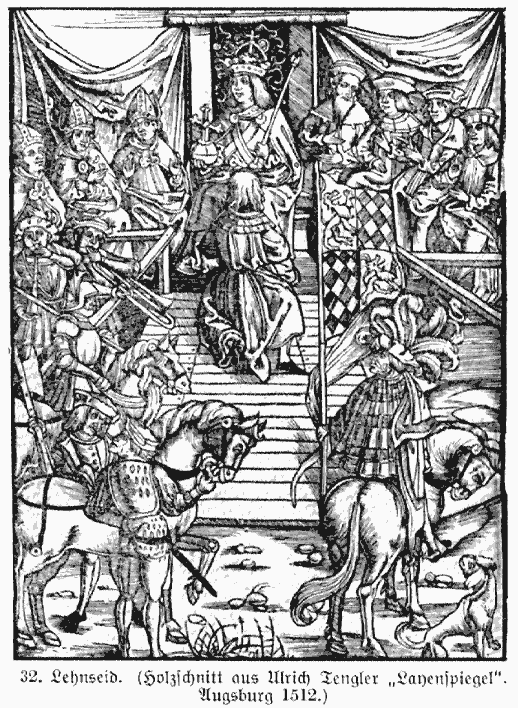
Lenní přísaha, dřevořez z počátku 16. století

Držitel propůjčené půdy (mohl jím být nejen šlechtic, ale také církevní hodnostář, klášter či biskupství) se nazýval leník nebo vazal. Vazalové byli vůči svému lennímu pánovi – seniorovi povinni „radou a pomocí“. K jejich hlavním povinnostem patřilo účastnit se shromáždění, které panovník svolal, a poskytnout mu v případě potřeby vojenskou nebo finanční pomoc.
Zatímco v Anglii byla uplatňována zásada „vazal mého vazala je i mým vazalem“, což vedlo k centralizaci země, ve Francii platilo, že „vazal mého vazala není mým vazalem“.

## Feudální statek
Léno sloužilo k zajištění obživy toho, kdo jej držel, včetně jeho rodiny, služebnictva a celého dvora (obyvatelé hradu či paláce). Vlastníci lén byli feudální vrchností – pozemky jejich statků obdělávali poddaní, kteří byli na svém pánovi závislí. Základem toho byla skutečnost, že vrchnosti patřila veškerá půda ve vesnici (dominikál i rustikál, včetně té, kterou sedláci obdělávali pro sebe nebo na níž stála jejich hospodářská usedlost). Za to museli odvádět rentu. Kromě roboty – renty v úkonech, odevzdávali ještě část vlastní úrody – rentu v naturáliích. Později převládla peněžní renta. V 9.–13. století byla většina poddaných v postavení osobně nesvobodných nevolníků – bez svolení své vrchnosti se například nesměli stěhovat, studovat nebo uzavírat sňatky. Vztah feudál-poddaný byl určitou obdobou vztahu mezi lenním pánem a jeho vazalem.

## Feudální úřad
Stejně jako statky byly v léno udělovány i úřady, z nichž často plynuly držiteli také nemalé výhody. V tomto případě se v latině používá výraz beneficium. Význam je zde prakticky stejný, jako při použití výrazu feudum.

## Feudální hierarchie
Renta byla pro feudály velkým zdrojem bohatství. Přesto se jim někdy jevilo jako výhodnější zachovat se podobně jako panovník a část svých držav dále propůjčit. Královský vazal se tak stal zároveň lenním pánem svého vazala. Také on na něm požadoval „radu a pomoc“. Do lenního poměru k mocným a bohatým šlechticům vstupovala především drobná šlechta – rytíři a zemani. Složitý systém lenních závislostí, jímž byli mezi sebou propojeni vlastníci větších i menších držav, které byly obdělávané závislými rolníky, se poprvé objevil ve franské říši za vlády Karlovců (první léno bylo uděleno v polovině 8. století majordomem Karlem Martelem). V 9.–11. století se postupně prosadil téměř v celé Evropě. Podle latinského výrazu feudum se celý systém i středověká společnost označují jako feudální.
Koncem středověku, v době, kdy rytířská vojska začala být nahrazována nájemními vojáky, žoldnéři, začalo lenní právo ztrácet na významu. Formálně trvalo v českých zemích až do konce Svaté říše římské roku 1806, v Anglii do roku 1649, ve Francii do roku 1789. V Čechách se lenní vztahy nejdéle udržely na Frýdlantsku, kde vrchnost udělovala jednotlivé vsi nižším šlechticům jako léno. Tito šlechtici neměli téměř žádný větší majetek a žili jen v lepších chalupách. Lenní systém zde zanikl do poloviny 18. století.